# Francisco Santos
Francisco Santos là một đô thị thuộc bang Piauí, Brasil. Đô thị này có diện tích 569,502 km², dân số năm 2007 là 8170 người, mật độ 14,35 người/km².